# Mendoza (Chuquisaca)
Mendoza ist eine Ortschaft im Departamento Chuquisaca im südamerikanischen Andenstaat Bolivien.

## Lage im Nahraum
Mendoza liegt in der Provinz Belisario Boeto und ist zentraler Ort im Cantón Mendoza im Municipio Villa Serrano. Die Ortschaft liegt auf einer Höhe von 2797 m im Quellbereich des Río Escalon Mayu, der hier in südöstlicher Richtung zum Río Pescado fließt, der wiederum flussabwärts die Stadt Villa Serrano passiert.

## Geographie
Mendoza liegt zwischen dem Altiplano und dem bolivianischen Tiefland im Höhenzug der bolivianischen Cordillera Central. Das Klima ist warm-gemäßigt und ein typisches Tageszeitenklima, bei dem die Temperaturunterschiede im Tagesverlauf stärker schwanken als im Jahresverlauf.
Die Jahresdurchschnittstemperatur in der Region liegt bei gut 17 °C (siehe Klimadiagramm Villa Serrano), die Monatsdurchschnittswerte schwanken zwischen 14 °C im Juni/Juli und 19 °C von November bis Januar. Der Jahresniederschlag beträgt 640 mm und weist vier aride Monate von Mai bis August mit Monatswerten unter 10 mm auf, und eine deutliche Feuchtezeit von Dezember bis Februar mit Monatsniederschlägen zwischen 100 und 130 mm.

## Verkehrsnetz
Mendoza liegt in einer Entfernung von 237 Straßenkilometern östlich von Sucre, der Hauptstadt des Departamentos Chuquisaca.
Von Sucre aus führt ein Abschnitt der 1000 Kilometer langen Nationalstraße Ruta 6 in südöstlicher Richtung 187 Kilometer über die Städte Yamparáez, Tarabuco, Zudáñez und Tomina nach Padilla und dann weiter ins Tiefland. In Padilla zweigt eine Landstraße in nördlicher Richtung ab, die nach weiteren 27 Kilometern Villa Serrano erreicht. Von dieser Ortschaft führt eine Straße weitere sieben Kilometer nach Nordwesten, dann zweigt eine Nebenstraße nach Nordwesten ab, die nach weiteren sechzehn Kilometern Mendoza erreicht.

## Bevölkerung
Die Einwohnerzahl der Ortschaft ist in dem Jahrzehnt zwischen den beiden letzten Volkszählungen um etwa ein Zehntel angestiegen:
| Jahr | Einwohner         | Quelle       |
| ---- | ----------------- | ------------ |
| 1992 | keine Detaildaten | Volkszählung |
| 2001 | 554               | Volkszählung |
| 2012 | 605               | Volkszählung |
| 2024 |                   | Volkszählung |

Die Region weist einen gewissen Anteil an Quechua-Bevölkerung auf, im Municipio Villa Serrano sprechen 29,1 Prozent der Bevölkerung Quechua.